# Édouard Anspach
Édouard Charles Anspach (Brussel, 24 februari 1831 - Tanger, 16 februari 1902) was een Belgisch diplomaat.

## Biografie

### Familie
Édouard Anspach was de tweede zoon van handelaar en volksvertegenwoordiger François Anspach en Marie-Françoise Honnorez, en een kleinzoon van Isaac Salomon Anspach, poorter van Genève, calvinistische predikant en een politiek figuur in de Republiek Genève, hoofdauteur van de Grondwet van Genève van 1794. Hij was de broer van Jules Anspach, advocaat, volksvertegenwoordiger en burgemeester van Brussel, en Eugène Anspach, gouverneur van de Nationale Bank van België.
Hij trouwde in 1857 met Anne Nieuwenhuys (°1837), stiefdochter van Léon Suys, architect. Het huwelijk bleef kinderloos.

### Loopbaan
Anspach beëindigde zijn kandidatuur letteren en wijsbegeerte aan de Université libre de Bruxelles. In 1857 trad hij als attaché bij gezantschappen in dienst van het ministerie van Buitenlandse Zaken. Hij was achtereenvolgens op post in Teheran, Algiers, Constantinopel, Rio de Janeiro en Rome. In 1868 werd hij tot ministre-résident bevorderd. Hij verbleef achtereenvolgens in Rio de Janeiro, Stockholm en Lissabon. In 1877 werd hij buitengewoon gezant en gevolmachtigd minister in Madrid. Ook werd hij belast met het beheer van het consulaat-generaal in Tanger, waar hij in 1902 overleed.